# Нанту
Нанту́ (фр. Nantoux) — коммуна во Франции, находится в регионе Бургундия. Департамент коммуны — Кот-д’Ор. Входит в состав кантона Бон-Север. Округ коммуны — Бон.
Код INSEE коммуны — 21450.

## Население
Население коммуны на 2010 год составляло 180 человек.
| 1962 | 1968 | 1975 | 1982 | 1990 | 1999 | 2010 |
| ---- | ---- | ---- | ---- | ---- | ---- | ---- |
| 130  | 125  | 134  | 157  | 155  | 180  | 180  |

## Экономика
В 2010 году среди 116 человек трудоспособного возраста (15—64 лет) 92 были экономически активными, 24 — неактивными (показатель активности — 79,3 %, в 1999 году было 76,5 %). Из 92 активных жителей работали 85 человек (45 мужчин и 40 женщин), безработных было 7 (4 мужчины и 3 женщины). Среди 24 неактивных 12 человек были учениками или студентами, 10 — пенсионерами, 2 были неактивными по другим причинам.